# Alexandrine
Alexandrine oder Alexandrina ist ein weiblicher Vorname. Es handelt sich um eine französische und deutsche Nebenform von Alexandra.

## Namensträgerinnen

### Alexandrina
- Alexandrina Victoria of Kent (1819–1901), britische Monarchin, siehe Victoria (Vereinigtes Königreich)
- Alexandrina von Balazar (1904–1955), portugiesische Mystikerin
- Alexandrina Cabral Barbosa (* 1986), spanische Handballspielerin
- Alexandrina Mititelu (1886–1964), rumänische Romanistin
- Aleksandrina Najdenowa (* 1992), bulgarische Tennisspielerin

### Alexandrine
- Alexandrine von Baden (1820–1904), durch Heirat Landesherrin im Herzogtum Sachsen-Coburg-Gotha
- Alexandrine-Louise von Dänemark (1914–1962), dänische Prinzessin aus dem Hause Schleswig-Holstein-Sonderburg-Glücksburg
- Alexandrine von Hutten-Czapska (1854–1941), 1884 kurzfristig die zweite Gattin des Großherzogs Ludwig IV. von Hessen-Darmstadt
- Alexandrine zu Mecklenburg (1879–1952), Königin von Dänemark und Island
- Alexandrine von Preußen (1803–1892), spätere Großherzogin von Mecklenburg-Schwerin
- Alexandrine von Preußen (1842–1906), spätere Herzogin von Mecklenburg-Schwerin
- Alexandrine von Preußen (1915–1980), älteste Tochter von Wilhelm von Preußen
- Alexandrine von Schönerer (1850–1919), österreichische Regisseurin, Schauspielerin und Theaterdirektorin
- Alexandrine von Taxis (1589–1666), Generalpostmeisterin zwischen 1628 und 1646
- Alexandrine 'Alexine' Tinne (1835–1869), niederländische Abenteurerin und Afrikaforscherin
- Alexandrine Gräfin von Üxküll-Gyllenband (1873–1963), Oberin beim Deutschen Roten Kreuz
- Alexandrine von Wistinghausen (1850–zwischen 1914 und 1918), deutsch-baltische Landschaftsmalerin